# Філіпських Євген Федорович
Євген Федорович Філіпських (28 червня 1914 — 10 червня 1953) — командир партизанської бригади «Полум'я» Мінської області, полковник. Герой Радянського Союзу .

## Біографія

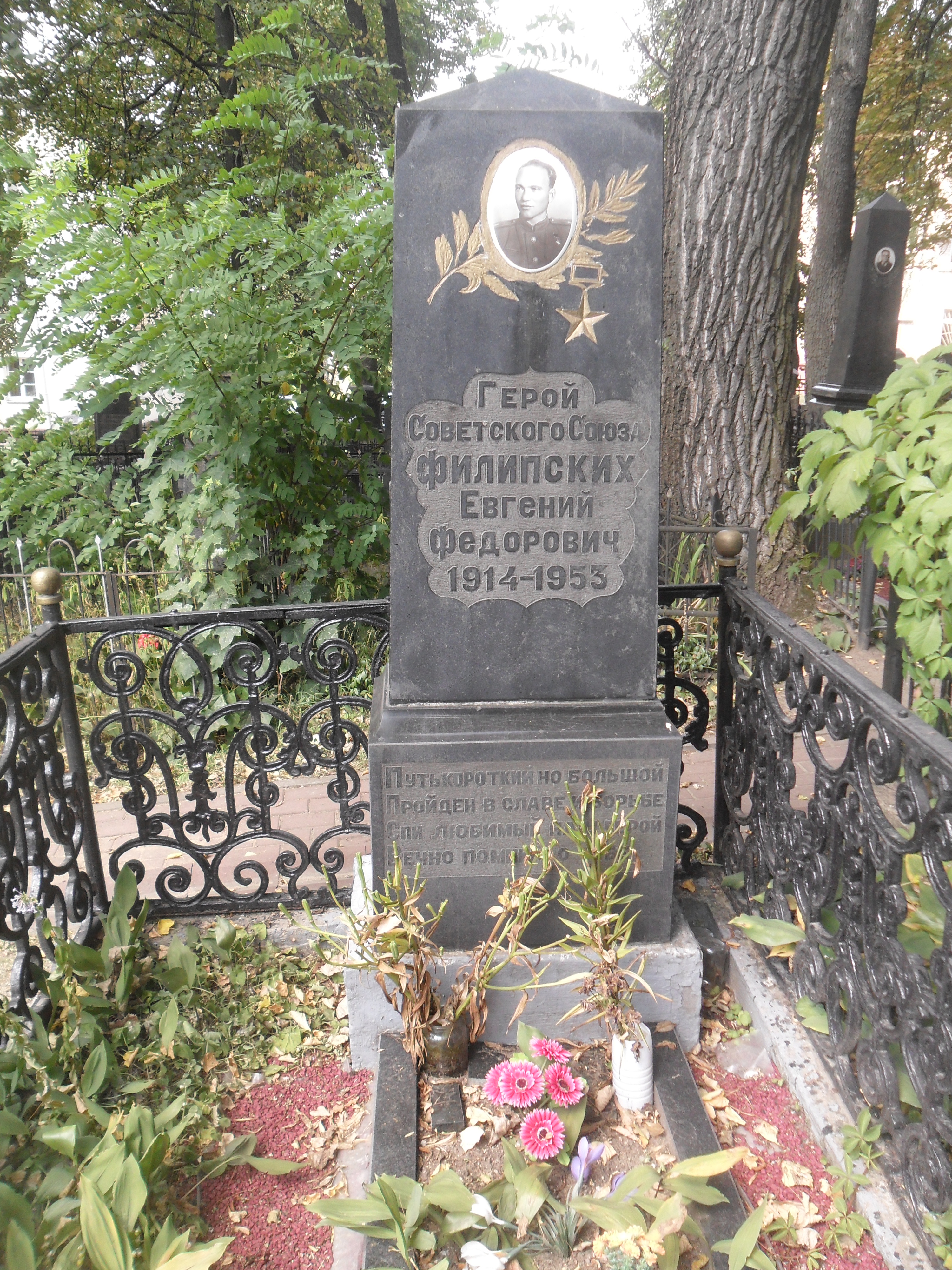
Могила Філіпських на Військовому цвинтарі Мінська

Народився 15 червня 1914 року в місті Маріуполь нині Донецької області . Працював машиністом паровоза.
У Червоній Армії з 1939 року. Закінчив курси політскладу. Служив у одному з артилерійських полків Західного особливого військового округу.
Учасник Великої Вітчизняної війни із червня 1941 року. Брав участь у боях під містом Ліда. Опинившись в оточенні, перейшов до партизанських дій.
Партизанська бригада «Полум'я» провела понад 140 операцій. Партизани підірвали понад півтори тисячі рейок. Спільно з воїнами 2-го Білоруського фронту 2 липня 1944 бригада звільнила місто Мар'їна Гірка Мінської області.
15 серпня 1944 року за зразкове виконання бойових завдань у тилу ворога та особливі заслуги у розвитку партизанського руху в Білорусії полковнику Філіпських Євгену Федоровичу присвоєно звання Героя Радянського Союзу з врученням ордена Леніна та медалі «Золота Зірка».
З 1949 року полковник Філіпських в запасі. Жив у Мінську . Помер 10 червня 1953 року.